# Digital african summit
 (avril 2024).
Le Digital African Summit est un salon du numérique africain, créé en Algérie qui regroupe plusieurs pays africains,.

## Historique
Le Digital African Summit s'appuie sur les 9 éditions consécutives de Algeria 2.0

## Objectif
L'objectif du Digital African Summit selon les organisateurs est le renforcement de la coopération africaine au niveau des différents aspects liée à la numérisation et du monde du numérique.

## Éditions
La première édition du Digital African Summit a lieu en 2022 et la seconde en 2024.